# عمر فایق نعمان‌زاده
عمر فایق لومان اوغلو نمان زاده (ترکی آذربایجانی: Ömər Faiq Nemanzadə , ترکی استانبولی: Ömer Faik Numanzade) روزنامه‌نگار و معلم آذربایجانی است. او مؤسس و صاحب نشریه غیرت و یکی از بنیان‌گذاران مجله ملانصرالدین بود. وی شخصیت ملی در آذربایجان محسوب می‌شود.